# Bánk bán
Bánk bán, tytuł polski: Ban Bánk (Palatyn Bánk) – trójaktowa opera węgierskiego kompozytora Ferenca Erkela, napisana w 1861 (słowo „ban” to tytuł możnowładców południowo-wschodniej Europy, uznawany za odpowiednik palatyna). Libretto, autorstwa Béniego Egressyego, oparte jest na sztuce Józsefa Katony o tym samym tytule i opowiada o okolicznościach zabójstwa królowej Gertrudy Merańskiej, żony króla Endre (Andrzeja) II, w 1213.

## Streszczenie libretta
Węgry, rok 1213. Królowa Gertruda podczas nieobecności króla Andrzeja trwoni pieniądze na wystawne uczty i zabawy, wpędzając resztę kraju w ubóstwo. Świadkiem tego jest wizytujący prowincję Bánk, tytułowy palatyn. Co więcej, brat Gertrudy, Otto, nie ustaje w próbach uwiedzenia żony Bánka, pięknej Melindy. To głównie z tego powodu Bánk daje się przekonać grupie magnatów, z banem Peturem na czele, do udziału w spisku przeciw Gertrudzie. Wkrada się nocą do sypialni królowej i zabija ją. Tymczasem Ottonowi udaje się podstępnie zhańbić Melindę, która zrozpaczona rzuca się w odmęty Cisy wraz z małym synem. Wkrótce potem do kraju wraca z wyprawy wojennej król Andrzej. Bánk przyznaje się do popełnionego czynu; chwilę później dociera do niego wiadomość o tragicznej śmierci żony i synka.

### Akt I

#### Pierwsza odsłona
Początek XIII wieku. Otto, książę Merano i brat królowej Węgier – Gertrudy, płonie namiętnością do Melindy, żony wielmoży Banka. Zwierza się z tego uczucia ohydnemu Biberachowi, najemnikowi i intrygantowi. Wielmoża Petur, przywódca buntowników niezadowolonych ze stanu królestwa, za co odpowiedzialność zrzucają oni na Gertrudę i jej tyrolską klikę, chciałby pozyskać Banka dla swej sprawy. Gertruda wzywa do siebie Melindę, by wesprzeć brata w miłosnych zamiarach. Bank opiera się radom Petura, który chciałby pozbyć się królowej pod nieobecność monarchy, króla Endre II, wojującego w Karpatach.
Zmienia stanowisko, dopiero gdy Biberach wyjawia mu, niecne projekty Gertrudy i Ottona. Bank umawia się wówczas z Peturem na wieczorne spotkanie, by przedyskutować szczegóły spisku. Tymczasem pod osłoną swej koronowanej siostry, Otto krąży uparcie wokół Melindy.

#### Druga odsłona
Uprzedzony przez Biberacha Bank obserwuje uwodzicielskie manewry Ottona, ale nie interweniuje. Choć ufa bezgranicznie Melindzie, zazdrość daje mu się we znaki. Biberach podsuwa Ottonowi dwa niezawodne preparaty: afrodyzjak dla Melindy i środek nasenny dla Gertrudy. Pod osłoną nocy występny książę będzie mógł dzięki nim zaspokoić swe żądze, Gertruda odmawia Melindzie zgody na opuszczenie dworu.

### Akt II
Na pałacowym tarasie, nad brzegiem Dunaju, Bank rozmyśla nad swym losem i miłością, do ojczyzny. Jego niepokój potwierdza rozmowa z wieśniakiem Tiborcem, którego rządy książąt Merano wpędziły w nędzę, żebractwo i rozpój. Biberach przynosi Bankowi straszną nowinę: Otto zgwałcił Melindę, która staje teraz przed mężem na pół przytomna z rozpaczy i błaga go, by ją zabił. Szlachetny wielmoża powierza małżonkę i swego jedynego syna Tiborcowi, po czym stawia czoło Gertrudzie. Jego oskarżenia, zarówno w kwestiach prywatnych, jak i państwowych, budzą furię królowej, która grozi mu straszliwą zemstą. Otto spieszy na ratunek siostrze, widząc jednak Banka, woli się dyskretnie wynieść. Gertruda podnosi na Banka sztylet, który ten jej wyrywa, by go natychmiast odwrócić przeciwko niej.

### Akt III

#### Pierwsza odsłona.
Tiborc próbuje przeprawić się przez rzekę Tisza razem z Melindą, która ostatecznie postradała zmysły.

#### Druga odsłona
Uprzedzony o śmierci Gertrudy, król Endre II powraca do pałacu, gdzie oskarża swych wasali o morderstwo żony. Bank przyznaje się do swego czynu, wyjawia jednak zbrodnie Gertrudy i jej rodziny. W chwili, gdy zapaść ma królewski wyrok, Tiborc przynosi wiadomość o śmierci Melindy i syna Banka, którzy utonęli w rzece w czasie burzy. Bank pada na kolana, modląc się o dusze swych bliskich.